# Mezzoforte
Mezzoforte — музыкальный коллектив из Исландии. Создан Фридриком Кадльссоном (исл. Friðrik Karlsson), Эйтоуром Гюннарссоном (исл. Eyþór Gunnarsson) и Йоуханном Аусмюндссоном (исл. Jóhann Ásmundsson) в 1977 году как студенческий коллектив исполняющий музыку в стиле фанки-фьюжн. Их самым большим хитом был сингл «Garden Party», из их четвертого альбома «Surprise Surprise», который в 1983 году попал в топ-20 британских хитов. Название коллектива произошло от музыкального термина меццо-форте (итал. mezzo-forte).
Композиция «Danger High Voltage» (1981) в исполнении группы была основной музыкальной темой программы Михаила Швыдкого «Культурная революция».

## Дискография

### Альбомы
- Mezzoforte (1979)
- I Hakanum (Octopus) (1980)
- Thvilikt og annad eins (Dreamland) (1982)
- Surprise Surprise (1982)
- Observations (1984)
- Rising (1984)
- No Limits (1986)
- Playing for Time (1989)
- Daybreak (1993)
- Monkey Fields (1996)
- Forward Motion (2004)
- Live In Reykjavik (2009)
- Volcanic (2010)
- Islands (2012)

### Сборники
- Catching up with Mezzoforte - Early Recordings (1983)
- Sprellifandi - Live at the Dominion (1983)
- The Saga so far (1985)
- Fortissimos (1991)
- Garden Party Time (1999)
- Anniversary Edition (2007)